# Lusevera
Lusevera (Slovenian Bardo) là một đô thị ở tỉnh Udine trong vùng Friuli-Venezia Giulia thuộc Ý, có cự ly khoảng 80 km về phía tây bắc của Trieste và khoảng 20 km về phia bắc của Udine, tại biên giới với Slovenia. Tại thời điểm ngày 31 tháng 12 năm 2004, đô thị này có dân số 767 người và diện tích là 52,9 km².
Đô thị Lusevera có các frazioni (đơn vị cấp dưới, chủ yếu là các làng) Cesariis, Micottis, Musi, Pers, Pradielis, Vedronza, và Villanova.
Lusevera giáp các đô thị: Kobarid (Slovenia), Gemona del Friuli, Montenars, Nimis, Resia, Taipana, Tarcento, Venzone.